# 戸塚こはる
戸塚 こはる（とづか こはる、1997年8月5日 - ）は、日本のグラビアアイドル。静岡県出身。NEW PIECE所属。

## 経歴
工業高校出身。
2020年11月デビュー。デビューのきっかけは、スカウト。
2021年9月27日発売の『週刊プレイボーイ』（集英社）の誌面企画「超次世代グラドルボイン番付 2021年秋場所」にて、「西の関脇」に選出。
2022年3月1日、同年4月よりグラビア活動を始める前から目標にしていた栄養士の仕事に就くため、グラビア活動を休止すると自身のTwitterで報告した。
2023年8月20日、約1年半ぶりに撮影会に参加。
2024年7月20日、2年半ぶりのイメージDVDを発売。同年8月4日に都内で発売記念イベントを行い活動再開を果たす。
同年11月1日、自身のX（旧Twitter）を更新し、同年10月31日をもってスイッチプロモーションを退所したことを報告した。
2025年1月17日、自身のXを更新し、同年1月4日からNEW PIECE所属となったことを報告した

## 人物
- 趣味はダンス・動画制作で、特技は変顔・料理[2]。
- グラビア活動休止後、栄養士として働いていたが既に退職し、現在は別の仕事に就きながらグラビア活動をしている[9]。

## 作品

### イメージDVD
- 工業高校出身の彼女がけしからんカラダをしていたのでグラビアデビューしてもらいました！（2021年4月17日、双葉社）[12]
- こはる日和（2021年8月20日、ラインコミュニケーションズ）[13]
- ハレノチコハル（2021年11月26日、スパイスビジュアル）[14]
- 君に夢中（2022年2月25日、竹書房）[15]
- Thanks Smile（2022年5月27日、エスデジタル）[16]
- また会えたね（2024年7月20日、ラインコミュニケーションズ）[17]
- 肉感接写（2025年6月20日、竹書房）[18]

### VR
- はじめてのVR、はじめてのわたし。（2022年1月28日、ファンタスティカ）
- Stop!Look!Listen! KoharuTozuka（2022年2月11日、ファンタスティカ）

### 電子書籍
- 週刊大衆デジタル写真集:21 戸塚こはる「恥じらい美BODY」（2021年4月17日、双葉社、撮影：十条アラタ）
- ハレノチコハル Vol.2（2022年1月10日、スパイスビジュアル）
- ハレノチコハル Vol.1（2022年1月11日、スパイスビジュアル）
- Kiss You（2022年1月27日、エー・ビー・エンターテイメント）